# آلتو سان خوان
آلتو سان خوان (به اسپانیایی: Cerro Alto San Juan) یک کوه در آرژانتین است که در Chile / Argentina واقع شده‌است. آلتو سان خوان ۶٬۱۴۸ متر بالاتر از سطح دریا واقع شده‌است.